# Chiesa delle Sante Flora e Lucilla (Montisi)

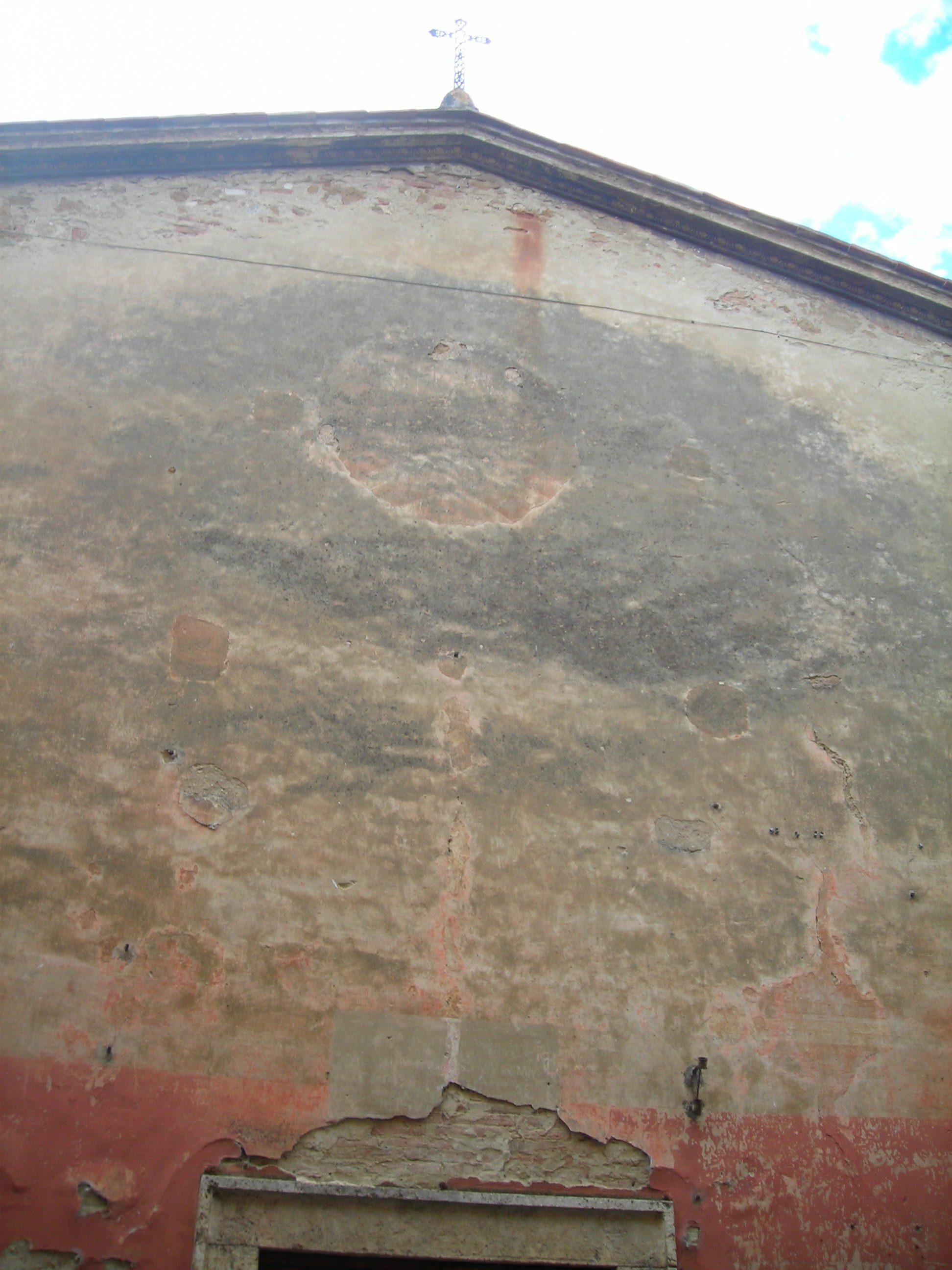
La facciata prima dei restauri del 2009-2010.

La chiesa delle Sante Flora e Lucilla, anche detta Cura essendo stata fino agli anni 1960 sede di una curazia, è un luogo di culto cattolico che si trova in via Umberto I a Montisi, frazione di Montalcino.
Sorse come chiesa pievana sotto il patronato della Comunità nel Medioevo.

## Storia
La chiesa delle Sante Flora e Lucilla fu costruita nel XIII secolo in stile romanico. Il primo documento in cui appare menzionata è nelle decime degli anni 1278-1279: la chiesa, allora facente parte della giurisdizione della Pieve di Santo Stefano a Cennano, porta il nome di S. Flore de Monteghisi.
La chiesa era a navata unica con soffitto con travi a vista e priva di abside. A ridosso della parete di fondo vi era l'altare secentesco sormontato dalla tela Gesù in Croce tra Santi della scuola del Salimbeni, in seguito spostata; nella chiesa vi erano anche tre altari laterali, dedicati a Sant'Antonio da Padova, al Santissimo Nome di Gesù e alla Santissima Trinità, i primi due sede di un'omonima confraternita, il terzo di una cappellania.
Nel 1732, per interessamento del curato Girolamo Vegni, la chiesa fu oggetto di un importante restauro nel corso del quale vennero costruiti cinque nuovi altari in stucco, tra i quali uno nuovo dedicato a San Giuseppe con la relativa statua, la cantoria con un organo positivo a sei registri e una nuova sacrestia; la chiesa venne solennemente consacrata dal vescovo di Pienza Settimio Cinughi l'anno successivo.
Tra il 1857 e il 1858, la chiesa fu interessata da un nuovo restauro, finanziato dalla famiglia Mannucci Benincasa e dal Granducato di Toscana. In tale occasione la chiesa venne ampliata con il transetto e l'abside, venne realizzata la volta a vela della navata e vennero edificati il campanile a torre (infatti precedentemente era a vela con due arcate ciascuna avente una campana) e una sacrestia più ampia.
Negli anni cinquanta del Novecento, con il trasferimento dell'ultimo curato, don Manfredo Coltellini, la curazia delle Sante Flora e Lucilla fu dapprima retta dal pievano della Santissima Annunziata monsignor Elio Benvenuti per poi essere a soppressa nel decennio successivo e il suo territorio confluì nella pievania.
Tra il 2009 e il 2010 la chiesa è stata interessata da un restauro di rifacimento del tetto e della facciata. Nuovi interventi sono stati condotti internamente nel 2014-2016.

## Descrizione

### Esterno
L'esterno della chiesa delle Sante Flora e Lucilla è caratterizzato dalla facciata, in corrispondenza della quale via Umberto I si allarga leggermente.
Il prospetto è a capanna con cornicione superiore in pietra scolpito e sormontato da una croce in ferro battuto. Originariamente dipinta, in seguito ad un restauro del 2010 è stata interamente ricoperta con intonaco bianco. Al centro della facciata si trova il portale ligneo, sul quale sono dipinte due croci di Malta; esso è circondato da una cornice in pietra priva di decorazioni.
Alla destra della chiesa si trova l'edificio della canonica, la cui facciata è preceduta da una scala affiancata da una vera da pozzo. Alle sue spalle, si eleva il campanile, costruito nel 1800 . All'interno della cella campanaria trovano luogo quattro campane.

### Interno

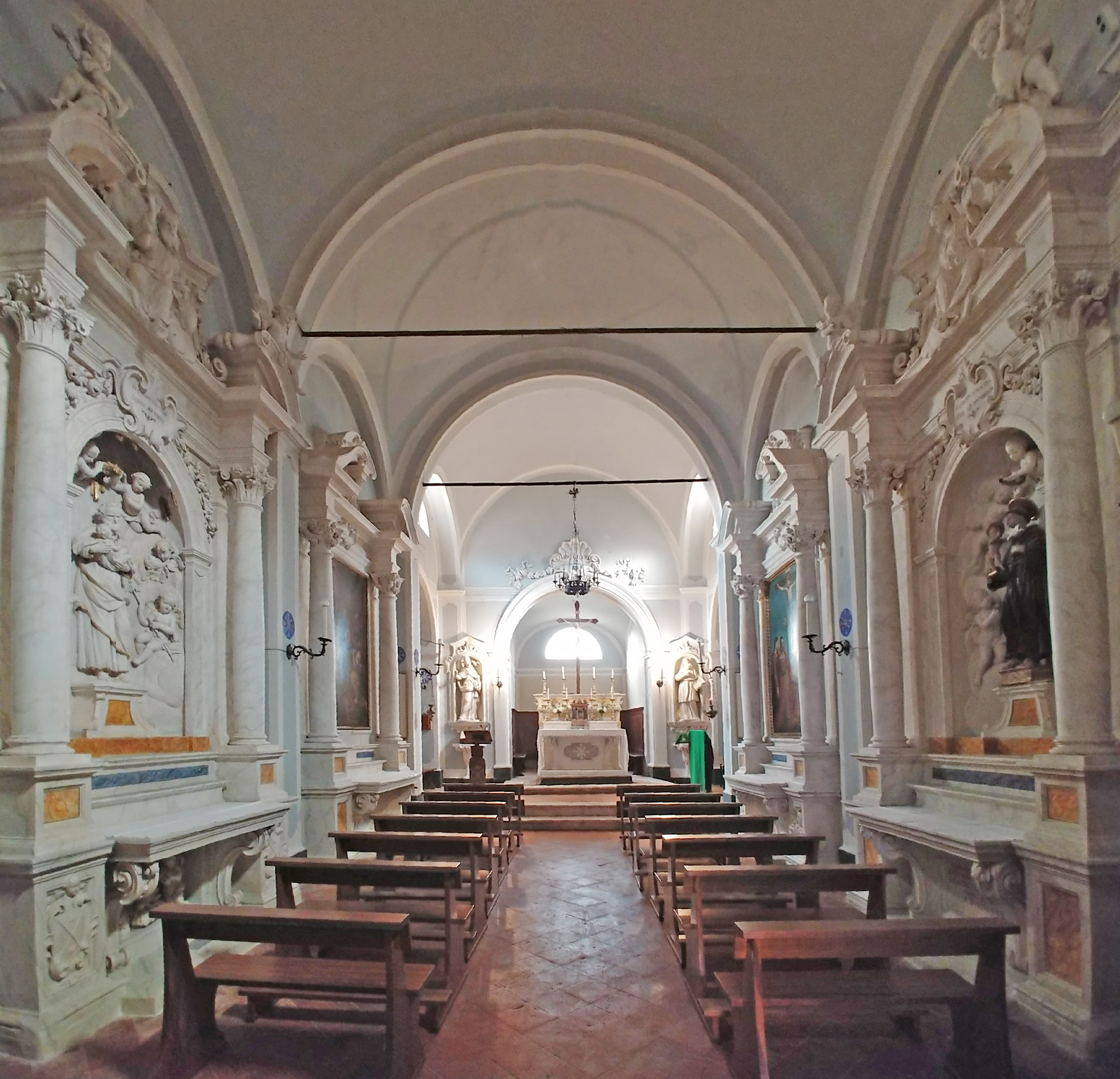
Interno.

L'interno della chiesa è a navata unica con pianta a croce latina, in gran parte frutto dei restauri del XIX secolo.
La navata si articola in quattro campate rettangolari ciascuna coperta con volta a vela e separate da archi a tutto sesto poggianti su semipilastri. Nella prima campata, a ridosso della controfacciata, vi è la cantoria settecentesca; essa poggia su due colonne tuscaniche ed ospita la cassa, vuota, dell'organo a canne. Nelle due campate centrali, si trovano quattro altari laterali in stucco con mensa poggiante su due mensole e ancona inquadrata fra due colonne composite reggenti il frontone: il primo altare di destra è dedicato a Sant'Antonio da Padova ed ospita una statua processionale raffigurante Sant'Antonio con Gesù Bambino; il primo altare di sinistra è dedicato a San Giuseppe ed ospita una statua in stucco dipinto raffigurante San Giuseppe con Gesù Bambino; il secondo altare di destra è dedicato al Crocifisso ed è sormontato da una tela del XVII secolo, originariamente sull'altare maggiore, raffigurante Gesù in Croce tra i Santi Flora, Lucia, Maria Maddalena, Agata e Martino; il secondo altare di sinistra è dedicato al Santissimo Nome di Gesù e sormontato da una tela settecentesca con la Circoncisione di Gesù.

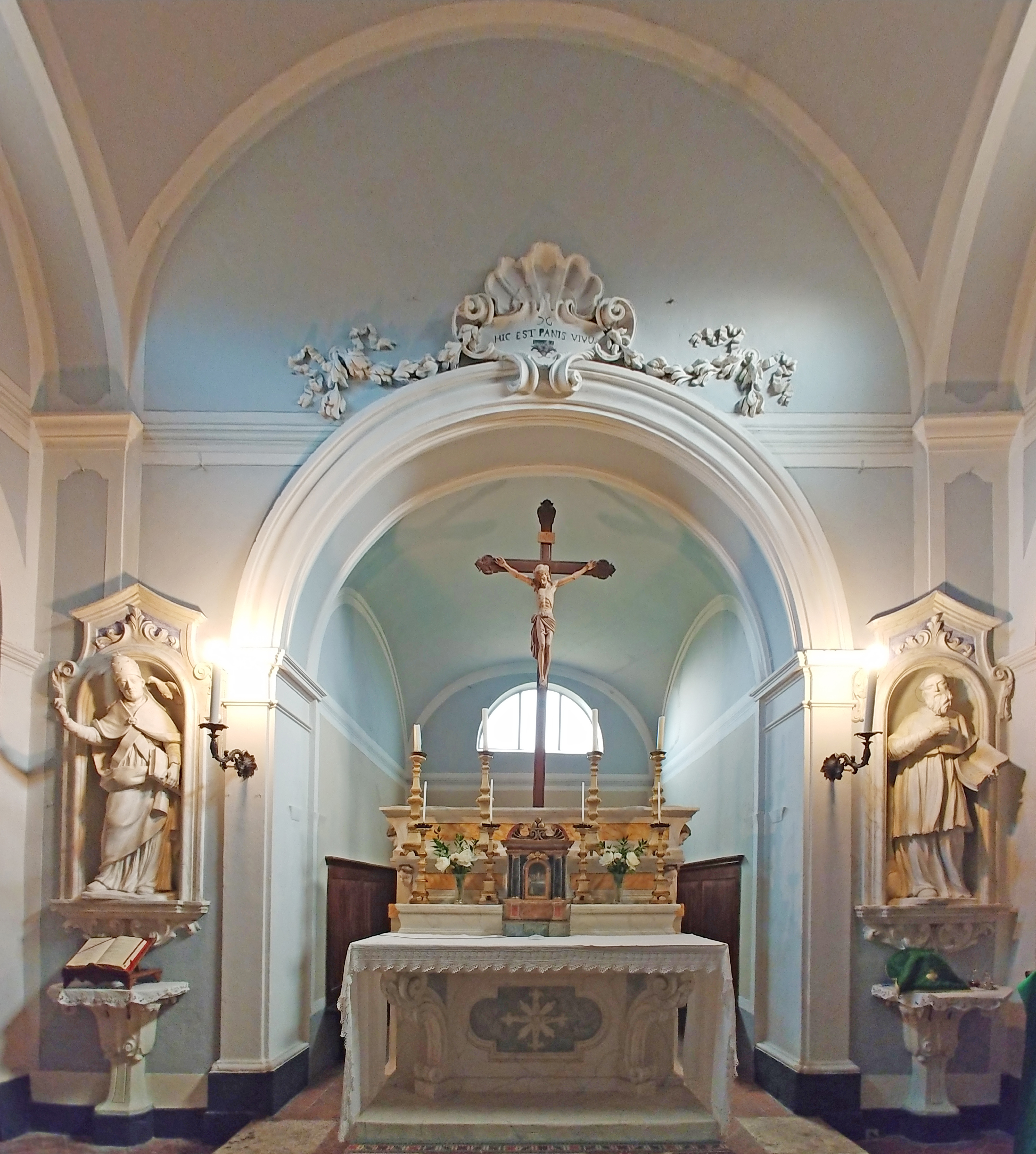
Altare maggiore e statue di San Gregorio Magno e San Francesco di Sales.

Ciascuno dei due bracci del transetto ottocentesco è composto da una profonda cappella coperta con volta a botte affrescata a cielo stellato e illuminata da una finestra a lunetta che si apre nella parete di fondo; sotto quest'ultima, vi è un altare ligneo in stile neogotico. L'altare del transetto di destra è dedicato al Sacro Cuore di Gesù e dispone di un semplice tabernacolo con sportello ad arco ogivale; sopra di esso trova luogo una statua lignea in cartapesta dipinta policroma raffigurante il Sacro Cuore di Gesù, situata all'interno di una nicchia neogotica affiancata da due colonne tortili terminanti ognuna con un pinnacolo e sormontata da una cuspide triangolare. L'altare del transetto di sinistra, invece, è dedicato alla Vergine del Rosario ed è caratterizzato da un paliotto con decorazioni a bassorilievo raffiguranti ai lati due rose e al centro il monogramma mariano. Al di sopra del tabernacolo, il cui sportello è decorato con il calice e l'ostia, vi è la statua in cartapesta dipinta policroma della Beata Vergine di Lourdes, posta all'interno di una nicchia semicircolare dipinta a cielo stellato. Lungo la parete sinistra del transetto, vi è il fonte battesimale, chiuso da due sportelli in legno.
La navata centrale termina con l'abside; quest'ultima, leggermente fuori asse, è a pianta quadrangolare ed è coperta con una volta a vela. L'arco absidale è sormontato da un cartiglio con la frase in lingua latina: Hic est Panis vivus (in italiano: Questo è il Pane vivo) ed affiancato da due statue settecentesche in stucco raffiguranti San Gregorio Magno (a sinistra) e San Francesco di Sales (a destra), ciascuna all'interno di una propria nicchia. All'interno dell'arco vi è l'altare maggiore, sopraelevato di alcuni gradini rispetto al resto della chiesa; in stucco è decorato con pitture neogotiche del XX secolo. Al centro, vi è un tabernacolo in marmo degli anni '30 del XX secolo, sormontato da un Crocifisso ligneo donato nel 1943. Alle spalle dell'altare, vi sono i seggi del coro.

### Strumenti musicali

#### Organo a canne

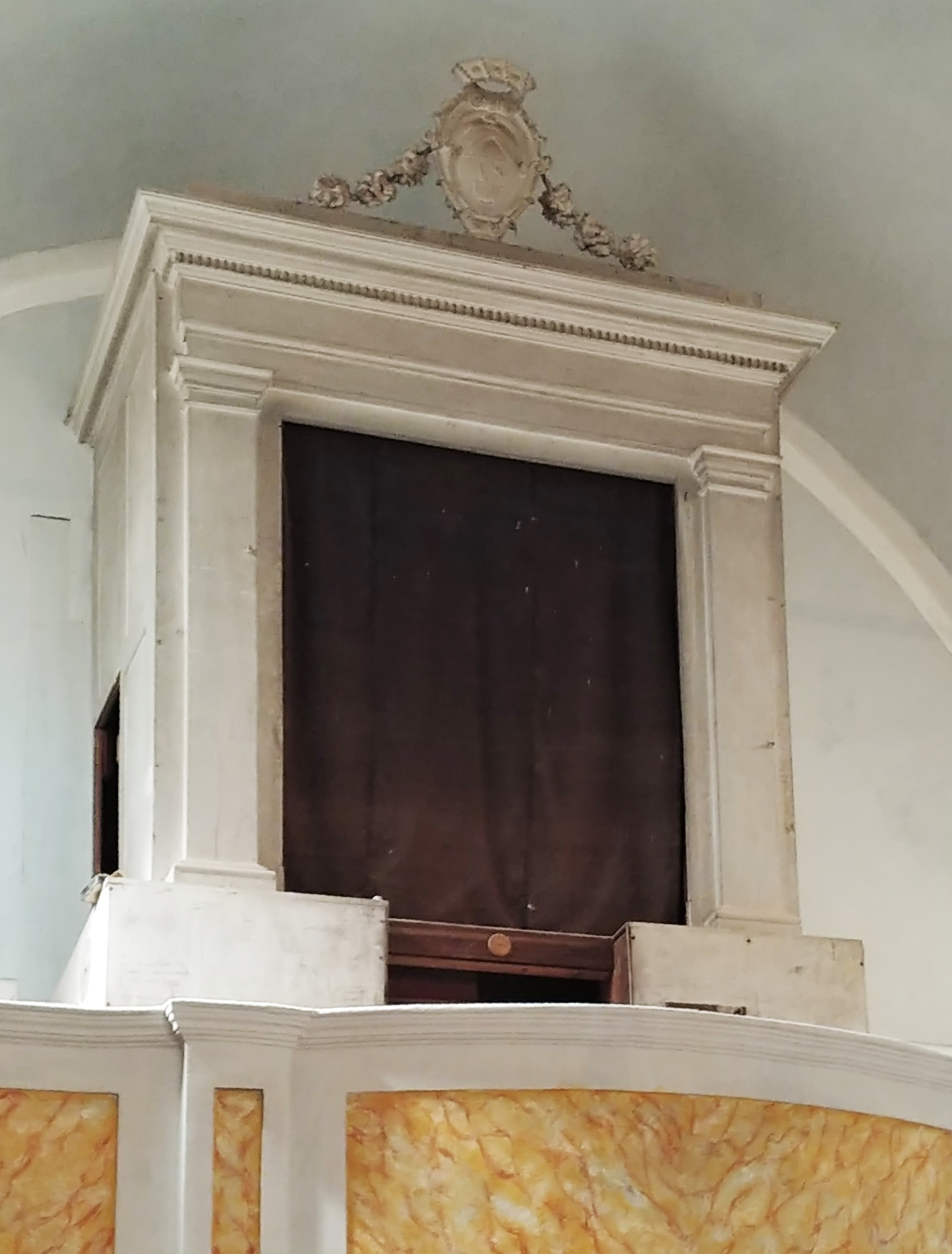
Organo a canne.

Sulla cantoria in controfacciata si trova la cassa lignea che un tempo ospitava un organo a canne di scuola toscana del XIX secolo.
Lo strumento era a trasmissione integralmente meccanica, con unica tastiera (andata perduta) con prima ottava cromatica estesa e pedaliera a leggio di tipo francese con 18 note. I registri erano azionati da manette a scorrimento laterale disposti su due colonne alla destra della consolle.

#### Armonium
Dietro l'altare maggiore si trova un armonium costruito da Vincent Mauprety nel 1848. Lo strumento, comprato dal rivenditore fiorentino di strumenti musicali Brizzi e Nicolai, venne donato alla chiesa il 17 aprile 1949 dal paesano Nello Bindi. Attualmente lo strumento è funzionante e presenta dei segni dovuti all'usura, quali le placchette dei pomelli dei registri staccate.
L'armonium è di tipo a pressione ed è formato da una semplice cassa di legno scuro, avente due maniglie di metallo lateralmente e, ora non più, due colonnine di legno decorate sul davanti. Lo sportello che chiude la tastiera, ha una ceramica di forma circolare con scritto il nome della ditta. Per suonare lo strumento c'è su una panca di legno non inclinata, probabilmente successiva all'armonium.
L'harmonium ha un'unica tastiera di 61 note, due pedali che azionano ciascuno due mantici a cuneo collegati ad un altro a lanterna (collegamento rimovibile attraverso l'uso del registro Expression). Le ance sono divise in 4 gioghi: Bourdon bassi (collegato anche al registro Sourdine, che convoglia l'aria in un canale differente per ottenere un suono più tenue), Flûte soprani, Cor anglais bassi e Clarinette soprani (collegato al pomello Tremolo, il quale convoglia l'aria in un piccolo mantice, per l'appunto chiamato Tremolo, che permette di ottenere il suddetto effetto). I registri sono divisi in Bassi e Soprani (ai Bassi: Sourdine 8', Forté, Bourdon 8', e Cor anglais 16'; ai Soprani: Flûte 8', Clarinette 16' e Trémolo) e la suddivisione avviene dopo il fa dell'ottava centrale. Sono presenti gli accessori Grand-jeu ed Expression.